# Neil McLeod (Politiker)

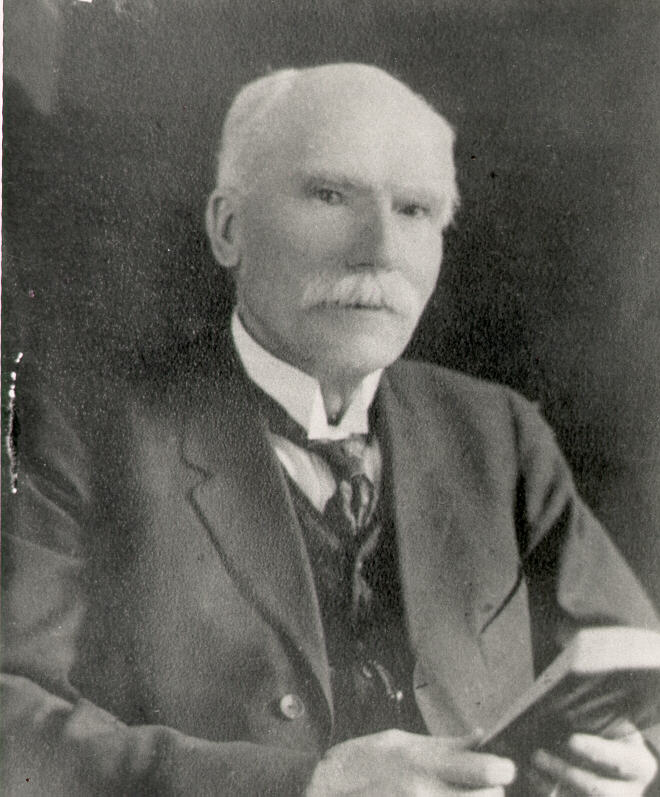
Neil Macleod

Neil McLeod, QC (* 15. Dezember 1842 in Uigg, Prince Edward Island; † 19. Oktober 1915 in Summerside, Prince Edward Island) war ein kanadischer Jurist und Politiker der Conservative Party of Prince Edward Island, der unter anderem zwischen 1889 und 1891 Premierminister von Prince Edward Island war.

## Leben
Neil McLeod, Sohn der schottischen Einwanderer Roderick McLeod und Flora McDonald, absolvierte nach dem Schulbesuch ein grundständiges Studium sowie ein postgraduales Studium an der Acadia University, welche er mit einem Bachelor of Arts (B.A.) und einem Master of Arts (M.A.) beendete. Im Anschluss absolvierte er ein damals übliches Studium der Rechtswissenschaften in einer Anwaltskanzlei in Charlottetown und begründete nach seiner anwaltlichen Zulassung 1873 mit Edward Jarvis Hodgson eine eigene Anwaltskanzlei in Charlottetown. Er gründete 1879 mit Walter Morson die Anwaltskanzlei McLeod, Morson and McQuarrie, die von ihnen bis 1903 betrieben wurde. 1891 wurde er zum Kronanwalt (Queen’s Counsel) ernannt.
Neben seiner anwaltlichen Tätigkeit begann McLeod seine politische Tätigkeit für die Conservative Party of Prince Edward Island und wurde bei der Wahl am 2. April 1879 im Zwei-Vertreter-Wahlkreis „5th Queens“ als Nachfolger von Louis Henry Davies erstmals zum Mitglied der Legislativversammlung von Prince Edward Island gewählt und gehörte dieser nach seinen Wiederwahlen am 8. Mai 1882, 30. September 1886 sowie 30. Januar 1890 bis zur Auflösung des Wahlkreises zur Wahl am 13. Dezember 1893 an. Im Kabinett von Premier William Wilfred Sullivan fungierte er zwischen 1879 und 1887 zunächst als Kabinettssekretär und Schatzminister (Cabinet Secretary-Treasurer) sowie im Anschluss von 1887 bis 1889 als Minister ohne Geschäftsbereich.
Nachdem Sullivan als Chief Justice of Prince Edward Island zum Präsidenten des Berufungsgerichtshofes (Court of Appeal of Prince Edward Island) ernannt worden war, wurde Neil McLeod als dessen Nachfolger am 1. November 1889 zunächst Vorsitzender der Conservative Party of Prince Edward Island sowie am 13. November 1889 auch Premierminister der Provinz Prince Edward Island. Bei der Wahl am 30. Januar 1890 kam es in der 30-köpfigen Legislativversammlung zu einer Pattsituation, da sowohl die Conservative Party als auch die Prince Edward Island Liberal Party unter Frederick Peters jeweils 15 Sitze erhielten. Da keine der Parteien eine Mehrheit erzielte, bildeten sie eine Koalitionsregierung. Da drei konservative Mitglieder der Legislativversammlung (John MacLean, Donald Ferguson, Patrick Blake) sich entschlossen bei der Wahl am 5. März 1891 für ein Mandat im Unterhaus von Kanada zu kandidieren, waren Nachwahlen notwendig. Davon wurden zwei von Bewerbern der Liberal Party (James Cummiskey, Alfred McWilliams), gewann die dritte Nachwahl John Theophilus Jenkins, ein unabhängiger Konservativer, der mit seiner Partei im Streit lag.
Da aufgrund der Nachwahlen die Liberal Party nunmehr über eine Mehrheit verfügte, trat McLeod am 27. April 1891 als Premier zurück und wurde von Frederick Peters abgelöst, der eine bis zum 2. Dezember 1911 dauernde zwanzigjährige Regierungszeit von drei liberalen Premiers begründete. McLeod wiederum wurde Oppositionsführer (Leader of the Opposition) in der Legislativversammlung und behielt diese Funktion bis zum 9. März 1893. Während seiner Amtszeit als Oppositionsführer plädierte er energisch für die Abschaffung des Legislativrates (Legislative Council), des Oberhauses des Parlaments, als Mittel zur Reduzierung des Defizits. In der Debatte, die zur Verschmelzung der beiden Häuser führte, setzte er sich erfolglos dafür ein, die Eigentumsvoraussetzung für die Stimmabgabe abzuschaffen und alle Mitglieder durch Wahlrecht von allen erwachsenen Männern wählen zu lassen.
Am 9. März 1893 wurde Neil McLeod zum Richter von Prince County, eines der drei Counties von Prince Edward Island, und behielt dieses Richteramt bis zu seinem Tode am 19. Oktober 1915. Aus seiner 1877 geschlossenen Ehe mit Isabella Jane Adelia Hayden gingen sieben Kinder hervor.